# 西塔航空601号班机空难
西塔航空601号班机于2012年9月28日由尼泊尔首都加德满都市特里布万国际机场起飞，原定飞往珠穆朗玛峰附近的卢克拉市。起飞数分钟后飞机即坠毁于加德满都附近的马诺哈拉河畔。事故造成机上16名乘客以及3名机组人员全部遇难。
遇难乘客中有1名美籍华人及4名中国公民，他们原计划前往尼泊尔东部攀登6189米的高峰。4名中国公民分别是来自广东、江苏、陕西和北京的钱明武、杨志华、杨晨、吴琳，和持美国护照的伍晖。
据调查，飞机早晨6点15分起飞，6点18分失去联系，2分钟后坠毁。有报道称，飞机撞上了一只老鹰，飞行员试图降落在莫洛哈拉河的河岸，但飞机突然起火，导致坠机。

## 伤亡情况
死亡人员国籍情况列表如下：
| 国籍           | 死亡 | 死亡 | 总计 |
| 国籍           | 乘客 | 机组 | 总计 |
| -------------- | ---- | ---- | ---- |
| 尼泊尔         | 4    | 3    | 7    |
| 中華人民共和國 | 4    | 0    | 4    |
| 美國           | 1    | 0    | 1    |
| 英国           | 7    | 0    | 7    |
| 总计           | 16   | 3    | 19   |